# Crocifissione (Masaccio)
La Crocifissione è un dipinto a tempera su tavola di Masaccio, facente parte dello smembrato e in parte disperso Polittico di Pisa, del quale costituiva il comparto centrale superiore. L'opera misura 83x63 cm, risale al 1426 ed è oggi conservata al Museo nazionale di Capodimonte a Napoli.

## Storia
Destinato alla chiesa del Carmine per la cappella del notaio ser Giuliano di Colino degli Scarsi da San Giusto, il polittico di Pisa è l'opera meglio documentata di Masaccio, grazie a un committente particolarmente preciso, che annotò tutti i pagamenti e i solleciti fatti al pittore. 
Il 19 febbraio 1426 l'artista era a Pisa a siglare il contratto per la somma di 80 fiorini (con i quali il pittore doveva provvedere anche ai materiali più costosi: l'oro dello sfondo e l'azzurro ultramarino di buona qualità) e, dopo vari solleciti e richieste a impegnarsi in esclusiva all'opera, il 26 dicembre Masaccio riceveva il saldo per l'opera. 
Entro il 1568 Giorgio Vasari lo vide e lo descrisse nella seconda edizione de "le Vite". Nel corso del XVII o XVIII secolo venne rimosso dall'altare, smembrato e disperso.
La tavola della Crocefissione venne acquistata dal museo nel 1901 come opera di un anonimo fiorentino. Pochi anni dopo, William Suida lo riconobbe come opera di Masaccio e lo associò al polittico pisano.

## Descrizione e stile
Questa tavola mostra la scena della Crocifissione con tre "dolenti": la Vergine, san Giovanni e la Maddalena, rappresentata in ginocchio di spalle al centro (riconoscibilissima dal tipico vestito rosso). Quest'ultima è creata quasi unicamente dal suo gesto disperato, mentre allarga le braccia e piega la schiena.
Il Cristo, guardato di fronte, pare abbia il capo completamente incassato nelle spalle, come arreso alla morte. In realtà la tavola va vista dal basso verso l'alto come quando era collocata nel suo sito originario, ed in questa prospettiva il collo appare nascosto dal torace innaturalmente sporgente. Anche il corpo, con le gambe disarticolate dal supplizio, appare sfalsato dalla prospettiva. Masaccio tentò di scorciare in prospettiva il corpo del Cristo, ma l'effetto sperimentale ottenuto fu più maldestro che illusionistico. In ogni caso fu il primo tentativo del genere e ben testimonia il clima sperimentale del primo Rinascimento fiorentino. Boskovits sottolineò l'inedita posizione frontale, molto rara dai tempi del declino del Cristus Triumphans (inizio del XIII secolo).
Il volto brunito di Cristo è colto nel momento del trapasso, quando ha appena pronunciato, rivolto a san Giovanni, le parole «Ecco tua madre!», con le quali gli ha affidato la Madonna.
La Madonna è immobile ai piedi della croce, le mani giunte che si stringono nel dolore, erta in tutta la sua statura, nell'ampio mantello blu, come impietrita dall'angoscia. Sull'altro lato della croce sta san Giovanni con il capo mestamente reclinato sulle mani congiunte, ed il movimento delle braccia è sottolineato dal blu di una manica che contrasta con il rosso del manto. Ha il volto affranto e sembra sforzarsi per trattenere le lacrime. In alto sulla croce è posto l'albero della vita, simbolo della rinascita: quando Giuda si impiccò, l'albero rinacque.
La scena sembrerebbe immobile — come se con il trapasso di Cristo anche il tempo si fosse fermato — se non fosse per la presenza della Maddalena che si vede solo di spalle, i lunghi capelli biondi disciolti sul suo manto scarlatto: la donna parrebbe aver fatto da poco irruzione nella scena ed agitarsi scomposta dal dolore. Inginocchiata ai piedi di Cristo, le braccia aperte e tese al cielo che ricordano i gesti drammatici delle «lamentatrici» nell'antico pianto funebre della tradizione mediterranea, la Maddalena ha, in questa tavoletta di Masaccio, una impareggiabile forza espressiva che segna il culmine del pathos della scena. Roberto Longhi pensò che la figura della Maddalena fosse un'aggiunta leggermente posteriore che si sovrapponeva al piede della croce, come farebbe pensare l'aureola senza decorazioni, che venivano aggiunte in un momento precedente alla pittura della tavola.